# The Pretenders
The Pretenders is een Britse rockgroep rond de Amerikaanse zangeres, gitarist en songwriter Chrissie Hynde, die met een mengeling van punk, new wave en popmuziek (voornamelijk in de jaren tachtig) een reeks hits scoorde, waaronder "Brass in Pocket", "Back on the Chain Gang", het kerstnummer "2000 Miles", "Don't Get me Wrong". "I Go to Sleep" en "I'll Stand By You".

## Biografie
Chrissie Hynde werd in 1951 geboren in Akron, een provinciestad in de Amerikaanse staat Ohio waar ze later de song "My City Was Gone" over schreef. Ze verhuisde eind jaren zeventig van de Verenigde Staten naar Engeland, waar ze in 1978, in de nadagen van de Britse punkbeweging, The Pretenders oprichtte. De band bestond toen uit Hynde, gitarist James Honeyman-Scott, bassist Peter Farndon en drummer Martin Chambers.
De band nam een versie op van "Stop Your Sobbing" van Ray Davies, geproduceerd door Nick Lowe. Het nummer werd in Groot-Brittannië een hit, evenals de twee volgende singles, "Kid" en "Brass in Pocket". Begin 1980 kwam het debuutalbum uit, Pretenders, dat zowel in Groot-Brittannië als in de Verenigde Staten een grote hit werd. "Brass in Pocket" groeide uit tot een wereldwijde hit.
In de lente van 1981 bracht de band een ep uit, Extended Play, gevolgd door een tweede album, Pretenders II, in de zomer van dat jaar. Het album werd door de critici matig ontvangen, maar door enkele hitsingles verkocht het album vrij goed. Een van de nummers op het album dat als single werd uitgebracht was het zwijmelige en voor de band opvallend langzame "I Go to Sleep". dat reeds in de jaren 60 was geschreven door Ray Davies. 
In juni 1982 werd bassist Peter Farndon door Hynde uit de band gezet, vanwege zijn drugsproblemen. Twee dagen later, op 16 juni 1982, stierf gitarist Honeyman-Scott aan een overdosis cocaïne. In 1983 stierf ook Farndon aan een overdosis, vlak nadat Hynde was bevallen van haar eerste kind met Ray Davies.
Hynde vormde een nieuwe bezetting, bestaande uit haarzelf, Chambers, bassist Malcolm Foster en gitarist Robbie McIntosh (voormalig lid van Manfred Mann's Earth Band). In deze nieuwe samenstelling bracht de groep in december 1983 een nieuwe single uit, het melancholische kerstnummer "2000 Miles", gevolgd door een nieuw album, Learning to Crawl, begin 1984.
In 1985 traden The Pretenders op op Live Aid. Hynde zelf was dat jaar te horen op UB40's versie van Sonny & Cher's "I Got You Babe". Op Get Close uit 1986 waren enkel Hynde en McIntosh te horen, de andere bandleden werden ontslagen en ingeruild voor sessiemuzikanten. De single "Don't Get me Wrong", afkomstig van Get Close werd een wereldwijde hit.
Packed!, het album uit 1990, werd geen succes. In 1994 kwam de band weer terug met het commercieel succesvolle Last of the Independents, mede door de goed ontvangen ballade "I'll Stand By You", die veelvuldig op de radio te horen was. Na het live-album The Isle of View uit 1995 werd het stil rond de band. In 1999 keerde de band terug met het album Viva el Amor. In 2002 kwam er weer een nieuw album uit, Loose Screw, op Artemis Records. In maart 2006 is de boxset Pirate Radio uitgekomen.
In 2005 zijn The Pretenders opgenomen in de Rock and Roll Hall of Fame. Op 28 juni 2009 stond de band op Parkpop in Den Haag.

## Discografie

### Albums
| Album met eventuele hitnotering(en) in de Nederlandse Album Top 100 | Datum van verschijnen | Datum van binnenkomst | Hoogste positie | Aantal weken | Opmerkingen   |
| ------------------------------------------------------------------- | --------------------- | --------------------- | --------------- | ------------ | ------------- |
| Pretenders                                                          | 27-12-1979            | 02-02-1980            | 14              | 17           |               |
| Pretenders II                                                       | 15-08-1981            | 12-12-1981            | 16              | 10           |               |
| Learning to Crawl                                                   | 17-01-1984            | 21-01-1984            | 11              | 7            |               |
| Get Close                                                           | 04-11-1986            | 08-11-1986            | 22              | 14           |               |
| The Singles                                                         | 17-11-1987            | 21-11-1989            | 52              | 8            | Verzamelalbum |
| Packed!                                                             | 22-05-1990            | 02-06-1990            | 43              | 7            |               |
| Last of the Independents                                            | 10-05-1994            | 29-05-1994            | 50              | 7            |               |

| Album met hitnotering(en) in de Vlaamse Ultratop 200 albums | Datum van verschijnen | Datum van binnenkomst | Hoogste positie | Aantal weken | Opmerkingen   |
| ----------------------------------------------------------- | --------------------- | --------------------- | --------------- | ------------ | ------------- |
| The Isle of View                                            | 1995                  | 25-11-1995            | 46              | 2            | Livealbum     |
| Greatest Hits                                               | 2000                  | 02-12-2000            | 45              | 2            | Verzamelalbum |
| Alone                                                       | 2016                  | 29-10-2016            | 107             | 3            |               |
| Hate for Sale                                               | 2020                  | 25-07-2020            | 150             | 1            |               |

### Singles
| Single met eventuele hitnotering(en) in de Nederlandse Top 40 | Datum van verschijnen | Datum van binnenkomst | Hoogste positie | Aantal weken | Opmerkingen                                                                             |
| ------------------------------------------------------------- | --------------------- | --------------------- | --------------- | ------------ | --------------------------------------------------------------------------------------- |
| Brass in Pocket                                               | 1980                  | 09-02-1980            | 7               | 10           | #11 in de Nationale Hitparade                                                           |
| Talk of the Town                                              | 1980                  | 24-05-1980            | 31              | 3            | #24 in de Nationale Hitparade                                                           |
| Message of Love                                               | 1981                  | 07-03-1981            | 30              | 3            | #33 in de Nationale Hitparade                                                           |
| I Go to Sleep                                                 | 1981                  | 28-11-1981            | 4               | 9            | #9 in de Nationale Hitparade                                                            |
| Back on the Chain Gang                                        | 1982                  | 23-10-1982            | 30              | 6            | #31 in de Nationale Hitparade                                                           |
| 2000 Miles                                                    | 1983                  | 10-12-1983            | 8               | 5            | #13 in de Nationale Hitparade / #6 in de TROS Top 50 / Veronica Alarmschijf Hilversum 3 |
| Thin Line Between Love and Hate                               | 1984                  | 07-07-1984            | 27              | 3            | #32 in de Nationale Hitparade                                                           |
| Don't Get Me Wrong                                            | 1986                  | 08-11-1986            | 19              | 5            | #25 in de Nationale Hitparade                                                           |
| Hymn to Her                                                   | 1987                  | 24-01-1987            | 35              | 3            | #38 in de Nationale Hitparade Top 100                                                   |
| I'll Stand by You                                             | 1994                  | 28-05-1994            | 25              | 4            | #29 in de Mega Top 50                                                                   |

| Single met hitnotering(en) in de Vlaamse Ultratop 50 | Datum van verschijnen | Datum van binnenkomst | Hoogste positie | Aantal weken | Opmerkingen              |
| ---------------------------------------------------- | --------------------- | --------------------- | --------------- | ------------ | ------------------------ |
| Brass in Pocket                                      | 1980                  | -                     |                 |              | #6 in de Radio 2 Top 30  |
| Talk of the Town                                     | 1980                  | -                     |                 |              | #19 in de Radio 2 Top 30 |
| Message of Love                                      | 1981                  | -                     |                 |              | #21 in de Radio 2 Top 30 |
| I Go to Sleep                                        | 1981                  | -                     |                 |              | #4 in de Radio 2 Top 30  |
| 2000 Miles                                           | 1983                  | -                     |                 |              | #13 in de Radio 2 Top 30 |
| Middle of the Road                                   | 1984                  | -                     |                 |              | #24 in de Radio 2 Top 30 |
| Don't Get Me Wrong                                   | 1986                  | -                     |                 |              | #10 in de Radio 2 Top 30 |
| Hymn to Her                                          | 1987                  | -                     |                 |              | #25 in de Radio 2 Top 30 |
| My Baby                                              | 1987                  | -                     |                 |              | #18 in de Radio 2 Top 30 |
| I'll Stand by You                                    | 1994                  | -                     |                 |              | #7 in de Radio 2 Top 30  |
| The Buzz                                             | 2020                  | 02-05-2020            | tip             | -            |                          |

### NPO Radio 2 Top 2000
| Nummers met noteringen in de NPO Radio 2 Top 2000 | '99  | '00  | '01  | '02  | '03  | '04  | '05  | '06-'11 | '12  |
| ------------------------------------------------- | ---- | ---- | ---- | ---- | ---- | ---- | ---- | ------- | ---- |
| 2000 Miles                                        | 1469 | 1306 | 1623 | 1885 | -    | 1914 | -    | -       | 1717 |
| Back on the Chain Gang                            | -    | 1482 | -    | -    | -    | -    | -    | -       | -    |
| Brass in Pocket                                   | 1342 | 818  | 1028 | 1497 | 1731 | 1537 | 1953 | -       | -    |
| Don't Get Me Wrong                                | 1432 | -    | 1745 | -    | -    | -    | -    | -       | -    |
| Hymn to Her                                       | 1794 | -    | -    | -    | -    | -    | -    | -       | -    |
| I Go to Sleep                                     | 1320 | -    | -    | 1579 | 1483 | 1858 | -    | -       | -    |

1. ↑  Een '-' betekent dat het nummer niet was genoteerd en een vetgedrukt getal geeft de hoogste notering van een nummer aan.
2. ↑  Deze tabel is bijgewerkt tot en met de laatste editie (2024).

- Bibsys: 6001630
- Bibliothèque nationale de France: cb139058863 (data)
- Gemeinsame Normdatei: 5047637-3
- International Standard Name Identifier: 0000 0001 1544 0525
- Library of Congress Control Number: n85212748
- MusicBrainz: e9c832b0-384b-4ee6-aec0-111372784aac
- Nationale Bibliotheek van Tsjechië: xx0025056
- Nationale Bibliotheek van Israël: 987007407866505171
- Système universitaire de documentation: 080492908
- Virtual International Authority File: 128550871